# Tom Ponting
Thomas „Tom“ Harold Ponting (* 28. Januar 1965 in Montreal) ist ein ehemaliger kanadischer Schwimmer. Er gewann mit der kanadischen Lagenstaffel zwei olympische Silbermedaillen und eine olympische Bronzemedaille. Zweimal siegte er mit der Lagenstaffel bei den Commonwealth Games.

## Karriere
Der 1,80 m große Tom Ponting war ein Spezialist im Schmetterlingsschwimmen. Seine erste internationale Medaille gewann er bei den Commonwealth Games 1982 in Brisbane, als er mit 0,03 Sekunden Vorsprung auf den Vierten die Bronzemedaille über 100 Meter Schmetterling erschwamm. Gold gewann sein Landsmann Dan Thompson. Im Jahr darauf gewann Ponting bei der Sommer-Universiade 1983 ebenfalls Bronze über 100 Meter Schmetterling sowie Silber mit der Lagenstaffel. Im gleichen Jahr trat er auch bei den Panamerikanischen Spielen in Caracas an und belegte dort mit der Lagenstaffel den zweiten Platz hinter der Staffel aus den Vereinigten Staaten. Bei den Olympischen Spielen 1984 in Los Angeles belegte Ponting den sechsten Platz über 200 Meter Schmetterling. Die kanadische Staffel mit Mike West, Victor Davis, Tom Ponting und Sandy Goss belegte den zweiten Platz hinter der US-Staffel. Die Kanadier hatten im Ziel 0,02 Sekunden Vorsprung vor den drittplatzierten Australiern.
1985 gewann Ponting bei den Pan Pacific Swimming Championships Silber mit der Lagenstaffel und Bronze über 200 Meter Lagen. Im Jahr darauf bei den Commonwealth Games 1986 in Edinburgh erhielt er mit der Lagenstaffel Gold und mit der 4-mal-200-Meter-Freistilstaffel sowie über 100 Meter Schmetterling Bronze. Im Einzelwettbewerb über 200 Meter Schmetterling erhielt er die Silbermedaille hinter dem Neuseeländer Anthony Mosse. 1987 gewann Ponting Silber bei den Pan Pacific Swimming Championships mit der Lagenstaffel und über 200 Meter Schmetterling. Bei den Olympischen Spielen 1988 in Seoul erreichte Ponting in drei Disziplinen den Endlauf. Er wurde Siebter über 100 Meter Schmetterling und Vierter über 200 Meter Schmetterling. Die Lagenstaffel mit Mark Tewksbury, Victor Davis, Tom Ponting und Sandy Goss gewann Silber hinter der US-Staffel.
1990 bei den Commonwealth Games in Auckland siegte Ponting noch einmal mit der Lagenstaffel. Bei den Olympischen Spielen 1992 in Barcelona erreichte er auf den beiden Schmetterlingsdistanzen nur das B-Finale. Mit der Lagenstaffel trat er im Vorlauf an, im Finale belegten Mark Tewksbury, Jonathan Cleveland, Marcel Gery und Stephen Clarke den dritten Platz. Ponting erhielt als Teilnehmer des Vorlaufs ebenfalls eine Bronzemedaille.
Tom Ponting studierte und schwamm an der University of Calgary.